# Bogdan Loebl
Bogdan Józef Loebl (ur. 2 maja 1932 w Nowosielicy) – polski poeta, prozaik, publicysta, autor słuchowisk oraz licznych tekstów piosenek bluesowych i rockowych.

## Życiorys
Urodził się i wychował na południowo-wschodnich Kresach przedwojennej Polski, w rodzinie Józefa i Heleny z Korżyńskich. Po latach tak wspomniał ten okres: „W dniu wybuchu drugiej wojny światowej miałem siedem lat i cztery miesiące, i mieszkałem w Jasieniu nad Łomnicą. Mój (o austriackim rodowodzie) ojciec, legionista Komendanta Józefa Piłsudskiego, był w Jasieniu leśniczym, a moja mama, nauczycielka, była córką ukraińskiego popa, dzięki czemu, prawdopodobnie, nie podzieliłem losu mojego rówieśnika z sąsiedniego leśnictwa”.
Po wojnie, mieszkał z rodzicami kolejno w Dylągowej, potem w Dynowie, gdzie rozpoczął naukę w gimnazjum ogólnokształcącym, od 1946 w Żywcu, a od 1949 w Niepołomicach. W 1952 ukończył liceum w Niepołomicach, otrzymał świadectwo dojrzałości i rozpoczął studia na Wydziale Matematyczno-Fizycznym w krakowskiej Wyższej Szkole Pedagogicznej (WSP). W 1953 przeniósł się na filologię polską, początkowo w WSP, a następnie na Uniwersytecie Jagiellońskim. Studia przerwał z powodu choroby. W latach następnych pracował jako robotnik sezonowy, marynarz na holowniku, instruktor Towarzystwa Przyjaźni Polsko-Radzieckiej.
W latach 1964–1982 należał do PZPR. W 1962 został członkiem Związku Literatów Polskich (ZLP). W latach 1978–1983 należał do Oddziału Rzeszowskiego ZLP (od 1981 był jego prezesem). W 1983 został członkiem Oddziału Warszawskiego nowego ZLP.
Jako poeta zadebiutował w 1955 na łamach Dziennika Polskiego. W latach 1959–1961 przebywał w Opolu, w latach 1961–1963 we Wrocławiu. W latach 1964–1966 w Rzeszowie, gdzie pełnił funkcję Prezesa Klubu Literackiego. Tam poznał Stanisława Guzka (Stana Borysa) i Tadeusza Nalepę z zespołu Blackout. Do muzyki z 10 płyt zespołu Breakout napisał dużą część tekstów, w tym „Kiedy byłem małym chłopcem”, „Rzeka dzieciństwa”, „Modlitwa”, „Oni zaraz przyjdą tu”, „Przyszła do mnie bieda”, „Jest gdzieś taki dom”, „Pomaluj moje sny”, „Co się stało kwiatom”, „Daję ci próg”, „Takie moje miasto jest”, „Nocą puka ktoś”, „Powiedzmy to”, „Nauczyłem się niewiary” i wiele innych. Z tego okresu pochodzi także tekst piosenki „Anna” którą wykonywał Stan Borys, a która opisuje rzeszowiankę Annę Loebl (żonę Loebla). Od 1973 roku mieszka w Józefowie pod Warszawą.
Jako autor tekstów piosenek zadebiutował w 1965 roku tekstem Boję się psa, natomiast pierwszym tekstem bluesowym był Przyszedł do mnie blues (1968). Bogdan Loebl jest autorem kilkuset bluesów i pieśni pisanych dla takich wykonawców jak: Włodzimierz Nahorny, Blackout, Breakout, Niebiesko-Czarni, Dżem, SBB, Krzysztof Cugowski, Nocna Zmiana Bluesa, Stan Borys, Zdrowa Woda, Edward Hulewicz, De Mono, Grzegorz Markowski, Magda Piskorczyk, Dorota Miśkiewicz, Stare Dobre Małżeństwo, Perfect oraz incarNations.
W 2007 roku ukazał się tomik poezji w języku polskim i angielskim Ulica Zachodzącego Słońca (The Sunset Street) zawierający płytę CD audio Pocztówki – Postcards, na której występują: St. Africa i incarNations oraz sam autor – deklamujący swe poezje. 
W 2013 opublikował trzy powieści: Piekło weszło do raju, Rzeka Dzieciństwa, Kres moich Kresów, osadzone w latach 1939–1941 na polskich kresach, które odnoszą się do własnych przeżyć autora. Podobny charakter miała wydana 10 lat wcześniej powieść Złota trąbka, o której Jarosław Klejnocki napisał: „W istocie jest to przede wszystkim opowieść o kształcie konfliktu polsko-ukraińskiego na tych terenach, który rejestrują oczy niewinnego chłopca niemogącego zrozumieć, dlaczego ludzie odmiennych religii i odmiennych (ale jakże do siebie podobnych!) języków mogą się tak bardzo nienawidzić i być jednocześnie sąsiadami...”
W listopadzie 2015 ukazała się książka Słucham głosu serca, wywiad rzeka przeprowadzony z Bogdanem Loeblem przez Jarosława Sawica. Obszerny wstęp napisał dr hab. Mirosław Pęczak. Książce towarzyszy płyta CD z melorecytacjami autora i muzyką Józefa Skrzeka. Do 2015 opublikował kilkanaście tomików wierszy, 2 zbiory opowiadań i 14 powieści.

## Wybrana twórczość
- 1961 – Szkic do pejzażu (wiersze)
- 1963 – Pozapromienne (tom wierszy)
- 1965 – Upał (tom opowiadań)
- 1966 – Katarakta (powieść)
- 1968 – Uspokojenie (tom wierszy)
- 1976 – Alibi (powieść)
- 1979 – Zabij ją i wyjedź z tego miasta (powieść)
- 1983 – Kwiaty rzeźne (tom wierszy)
- 1985 – Nie zabijaj (powieść)
- 1985 – Pijany kogut (tom opowiadań)
- 1987 – Letni dom wampirów (powieść)
- 1987 – Zaciśnięta pięść róży (tom wierszy)
- 1990 – Meta nasza pijana (powieść)
- 1991 – Frankenstein nasz współczesny
- 1993 – Wiersze o miłości (tom wierszy)
- 2000 – Polak nieprawdziwy (wiersze)
- 2003 – Blues (wiersze)
- 2003 – Złota trąbka (powieść)
- 2005 – Prawo drakona (powieść)
- 2006 – Dom moich rodziców (powieść)
- 2007 – Dbaj o miłość (wiersze)
- 2007 – Ulica Zachodzącego Słońca (The Sunset Street) (wiersze i płyta CD)
- 2007 – Wesołych Świąt
- 2008 – Dymek mesjasz zwierząt
- 2009 – Czernienie bieli (wiersze)
- 2009 – Nie zabijaj  (proza)
- 2009 – Rozmowy z mistrzem. My dialogs with the Master (poezja)
- 2010 – Czerwone mrówki mafii (proza)
- 2012 – Śpiąca jasnowłosa (proza)
- 2012 – Dziadek do orzechów (audiobook z nagraniem z 1986 roku)
- 2013 – Piekło weszło do Raju (proza)
- 2013 – Rzeka dzieciństwa (proza)
- 2013 – Kres moich kresów (proza)
- 2013 – Guliwer w krainie Liliputów (audiobook z nagraniem z 1986 roku)
- 2015 – Słucham głosu serca (wywiad)

## Wybrana dyskografia
- Kolędy na cały rok – kolędy Włodzimierza Nahornego i Bogdana Loebla. Polonia Records
- Cicho, cicho pastuszkowie – kolędy Włodzimierza Nahornego i Bogdana Loebla. BLUE NOTE 2007
- Pocztówki – Postcards – St. Africa, Incarnations i Bogdan Loebl, 2007

## Wybrane teksty piosenek
- Kiedy byłem małym chłopcem (muz. Tadeusz Nalepa, wyk. Breakout)
- Modlitwa (muz. Tadeusz Nalepa, wyk. Breakout)
- Rzeka dzieciństwa (muz. Tadeusz Nalepa, wyk. Breakout)
- Trzeba żyć (muz. Grzegorz Markowski, wyk. Perfect)[10]

## Ordery i odznaczenia
- Krzyż Kawalerski Orderu Odrodzenia Polski (2002)[11]
- Srebrny Medal „Zasłużony Kulturze Gloria Artis” (2015)[12]
- Medal ZAiKS-u (2015)[13]

## Nagrody i wyróżnienia
- Nagroda „Peleryny”, przyznana przez Klub Studentów Wybrzeża „Żak” w Gdańsku za tomik Pozapromienne - najciekawszy debiut polski w okresie 1961/63 (1963)
- Nagroda Literacka im. Władysława Reymonta (2007)
- nagroda Złotego artKlucza Wiolinowego, przyznana na Interdyscyplinarnym Festiwalu Sztuk Miasto Gwiazd (2017)
- Nagroda Specjalna ZAiKS-u za wieloletni wkład w rozwój polskiej kultury (2022)[13]